# Hyaleucerea luctuosa
Hyaleucerea luctuosa är en fjärilsart som beskrevs av Heinrich Benno Möschler 1877. Hyaleucerea luctuosa ingår i släktet Hyaleucerea och familjen björnspinnare. Inga underarter finns listade i Catalogue of Life.